# Abrepagoge treitschkeana
Abrepagoge treitschkeana is een vlinder uit de onderfamilie Tortricinae van de familie bladrollers Tortricidae. De wetenschappelijke naam is, als Tortrix treitschkeana, voor het eerst geldig gepubliceerd in 1835 door Georg Friedrich Treitschke.
De soort komt voor in Europa.

## Synoniemen
- Epagoge osmangasii Koçak, 1986

## Type
De typelocatie is Hongarije.